# Faddejewski-Halbinsel
Die Faddejewski-Halbinsel (russisch полуостров Фаддеевский poluostrow Faddejewski, jakutisch Фаддеев арыыта Faddejew aryyta) ist eine Halbinsel der Insel Kotelny im arktischen Russland. Kotelny gehört zu den Anjou-Inseln, die wiederum zu den Neusibirischen Inseln zählen. Die Halbinsel hat eine Fläche von etwa 5.300 km². Faddejewski, das man bis zu einer Expedition von Alexander von Bunge und Eduard von Toll im Jahre 1886 für eine separate Insel hielt, ist über das Bungeland, eine große Sandbank, mit Kotelny verbunden. Die Insel wurde 1805 durch Jakow Sannikow entdeckt und nach einem russischen Pelzhändler benannt.